# X戰警電影系列
《X戰警系列電影》是以漫威漫畫虛構超級英雄團體《X戰警》為基礎的電影。電影主要角色以金鋼狼為主，描寫X教授與萬磁王為兩派，對人類與變種人關係各方爭論相異的爭鬥，X教授相信人類與變種人可以和平共處，而萬磁王則堅信戰爭來到，傾向與人類宣戰。電影也將Weapon X與Dark Phoenix漫畫主線加入電影作為次要劇情。
20世紀福斯於1994年取得電影角色版權，在經過多次的修訂，由布萊恩·辛格來執導《X戰警》（2000年）和《X戰警2》（2003年），隨後布萊恩·辛格離開劇組前去拍攝《超人再起》，而第三部《X戰警：最後戰役》（2006年）由布萊特·瑞納（Brett Ratner）導演接手。評論家讚賞布萊恩·辛格執導的前兩集的黑暗色彩和寫實風格，以及对于歧視與宽容的探讨，而对于布萊特·瑞納的评论則褒贬不一。不过，每部電影最後均獲益不少票房。《X戰警》系列電影可說是帶起2000年代超級英雄電影的先驅。

## 已上映電影
| 序 | 名稱                 | 上映日期       | 導演          | 編劇                                                                                         | 監製                                                       |
| 1  | 《X戰警》            | 2000年8月18日  | 布萊恩·辛格   | 劇本：大衛·海特 故事：湯姆·迪桑圖 & 布萊恩·辛格                                              | 蘿倫·舒勒·唐納 & 雷夫·溫特                                 |
| 2  | 《X戰警2》           | 2003年5月2日   | 布萊恩·辛格   | 劇本：麥可·道格堤 & 丹·哈里斯 & 大衛·海特 故事：大衛·海特 & 布萊恩·辛格 & 塞克·潘            | 蘿倫·舒勒·唐納 & 雷夫·溫特                                 |
| 3  | 《X戰警：最後戰役》  | 2006年5月26日  | 布萊特·瑞納   | 賽門·金柏格 & 塞克·潘                                                                        | 蘿倫·舒勒·唐納 & 雷夫·溫特 & 艾維·亞拉                     |
| 4  | 《X戰警：金鋼狼》    | 2009年5月1日   | 蓋文·胡德     | 大衛·貝尼奧夫 & 史基普·伍茲                                                                  | 蘿倫·舒勒·唐納 & 雷夫·溫特 & 休·傑克曼 & 約翰·帕勒爾莫     |
| 5  | 《X戰警：第一戰》    | 2011年6月3日   | 馬修·范恩     | 劇本：艾許利·愛德華·米勒 & 柴克·史坦茲 & 珍·古德曼 & 馬修·沃恩 故事：薛頓·特納 & 布莱恩·辛格 | 蘿倫·舒勒·唐納 & 布萊恩·辛格 & 賽門·金柏格 & 葛格雷·古德曼 |
| 6  | 《金鋼狼：武士之戰》 | 2013年10月17日 | 詹姆斯·曼高德 | 馬克·鮑姆貝克 & 史考特·法蘭克                                                                | 蘿倫·舒勒·唐納 & 赫奇·帕克                                 |
| 7  | 《X戰警：未來昔日》  | 2014年5月21日  | 布萊恩·辛格   | 劇本：賽門·金柏格 故事：賽門·金柏格 & 马修·沃恩 & 珍·古德曼                                  | 蘿倫·舒勒·唐納 & 布萊恩·辛格 & 賽門·金柏格 & 赫奇·帕克     |
| 8  | 《惡棍英雄：死侍》   | 2016年2月12日  | 提姆·米勒     | 雷特·瑞斯 & 保羅·韋尼克                                                                      | 賽門·金柏格 & 萊恩·雷諾斯 & 蘿倫·舒勒·唐納                 |
| 9  | 《X戰警：天啟》      | 2016年5月27日  | 布萊恩·辛格   | 劇本：賽門·金柏格 故事：布萊恩·辛格 & 賽門·金柏格 & 麥可·道格堤 & 丹·哈里斯                  | 賽門·金柏格 & 布萊恩·辛格 & 赫奇·帕克 & 蘿倫·舒勒·唐納     |
| 10 | 《羅根》             | 2017年3月3日   | 詹姆斯·曼高德 | 故事：詹姆斯·曼高德 劇本：麥可·葛林 & 史考特·法蘭克 & 詹姆斯·曼高德                          | 赫奇·帕克 & 賽門·金柏格 & 蘿倫·舒勒·唐納                   |
| 11 | 《死侍2》            | 2018年5月18日  | 大衛·雷奇     | 雷特·瑞斯 & 保羅·韋尼克 & 德魯·戈達德 & 萊恩·雷諾斯                                          | 賽門·金柏格 & 萊恩·雷諾斯 & 蘿倫·舒勒·唐納                 |
| 12 | 《X戰警：黑鳳凰》    | 2019年6月6日   | 賽門·金柏格   | 賽門·金柏格                                                                                  | 賽門·金柏格 & 布萊恩·辛格 & 赫奇·帕克 & 蘿倫·舒勒·唐納     |
| 13 | 《變種人》           | 2020年4月3日   | 约什·布恩     | 约什·布恩 & 肯奈特·沃特尼 & 史考特·紐施塔特 & 麥可·H·韋伯                                    | 賽門·金柏格 & 凱倫·羅森費特 & 蘿倫·舒勒·唐納               |

### 《X戰警》（2000年）
X戰警電影版權於1994年，由20世紀福斯製片勞倫·舒勒·唐納所買下。
安德魯·凱文·沃克編寫劇本，當時詹姆斯·卡麥隆表示有興趣來拍攝電影，最後於1996年7月確定由布萊恩·辛格執導。導演本身非漫畫迷，但他仍為原著提及的種族歧視議題所著迷。由於導演本身是雙性戀，因此許多評論認為，片中將變種議題轉為性少數（如同性戀等）害怕、受歧視的意味相當明顯。約翰·羅根、喬斯·溫登、艾迪·所羅門、克里斯托福·麥奎利和大衛·海特多人編寫劇本，最終採用海特的版本。電影從1999年9月22日到2000年3月3日在多倫多進行拍攝。
電影劇情由金鋼狼與小淘氣開場，帶入X教授帶領的X戰警們，與反方萬磁王主導的變種人兄弟會，兩方之間的對人類關係的爭鬥主線。萬磁王暗地建造特殊機器，企圖使聯合國的最高級世界領袖突變，帶來一個承認變種人權的國度，但X教授察覺強迫變種的結果，將會導致人類的滅亡，而帶領X戰警們全力阻止。

### 《X戰警2》（2003年）
X戰警2由20世紀福斯請來大衛·海特與塞克·潘來編寫續集劇本，再由導演辛格來挑選，目標再2002年12月上映。
故事內容是從《X-Men: God Loves, Man Kills》取得靈感，延伸從教士轉為上校的威廉·史崔克角色。麥可·道格堤和丹·哈利斯在2002年2月再度重寫劇本，擬了26份草稿與150份劇情線。電影於2002年6月17日在溫哥華進行拍攝至11月殺青，延至2003年5月1日上映。
電影中威廉·史崔克前去質問首集被關進牢裡的萬磁王X教授的變種人心靈探測器所在地。史崔克突襲X教授的變種人學校，將X教授洗腦藉由他的能力，侵入世界各地每個變種人的心靈，進一步摧毀滅絕。X戰警與其他變種人必須團結，來阻止史崔克的種族滅絕計畫。另一方面，金鋼狼發覺史崔克知道關於他神秘的過去，與他那鋼鐵骨骼的幕後原因。

### 《X戰警：最後戰役》（2006年）
X戰警：最後戰役（X-Men: The Last Stand）是由布萊特·瑞納執導。前兩集導演布萊恩·辛格原本計畫第三部電影與第四部合拍，重點放在黑鳳凰（Dark Phoenix）的處理，再加入白女皇（Emma Frost）新的角色。此外，辛格打算展現小淘氣（Rogue）與冰人（Iceman）和火人（Pyro）之間更多的角色特質。不過2004年7月16日他離開而去拍攝《超人再起》。賽門·金柏格（Simon Kinberg）和塞克·潘受聘編劇，片場執行閱讀喬斯·溫登的《Astonishing X-Men》故事Gifted後，提議內容關於變種人治癒比先前的劇本好。馬修·范恩（Matthew Vaughn）於2005年有意執導，但是由於忙碌的拍攝行程而作罷，隨後由布萊特·瑞納取代。電影在2005年8月2日進行拍攝。
電影劇情內容為，一家生化製藥公司研發一種藥物，可治癒變種人的基因突變，此消息讓變種人聯盟大為生氣，認為變種人不需要被治癒。萬磁王於是宣戰，而後X教授被琴·葛雷蜕变成的黑鳳凰消滅，萬磁王率領黑鳳凰等變種人對抗人類，金鋼狼與鋼人必須挺身而出，成為X戰警的領導核心。

### 《X戰警：金鋼狼》（2009年）
X戰警：金鋼狼（X-Men Origins: Wolverine）由加文·胡德（Gavin Hood）執導，同樣由休·傑克曼飾演金鋼狼。是X戰警系列電影的前傳，主要成員為X團隊（Team X），時間點在於金鋼狼被植入金屬骨骼之前。電影主要在澳洲和紐西蘭拍攝，大衛·畢諾夫於2004年10月開始編劇，加入金牌手（Gambit）與死侍（Deadpool）以及銀狐（Silver Fox）等多位角色。

### 《X戰警：第一戰》（2011年）
X戰警：第一戰（X-Men : First Class）讲述万磁王和魔形女、X教授等变种人结识，为了防止战争发生而对抗塞巴斯汀·尚，最后分别的故事。

### 《金鋼狼：武士之戰》（2013年）
影片讲述了“金刚狼”洛根在《X戰警：最後戰役》之後回到家乡加拿大，神秘的日本女孩找到他，并带他来到了东京。 一个名叫信玄的日本人出现了，他的父亲是日本矢志田财团的头目，想把自己的位子传给孙女真理子而不愿传给儿子，于是信玄、洛根以及老大的键一陷入了纠缠。此外，洛根还要于日本老大的女儿真理子产生一段感情。

### 《X戰警：未來昔日》（2014年）
X戰警：未來昔日（X Men : Days of Future Past）讲述魔形女曾在1973年追殺世界頂尖變種人專家、威廉·史崔克曾經的上司玻利瓦·崔斯克，因為崔斯克認為通過團結人類對抗“共同敵人”（變種人）是實現世界和平的一種手段，並對變種人進行不人道和致命的實驗。而魔形女最後成功殺死崔斯克，迫使人類認可巨型機器人「哨兵」計劃並實行計劃。魔形女其後被捕獲，體內能夠自由變形的變種基因被提取出以作為藍本，結果導致未來世界猶如地獄一般，受到哨兵機器人統治。為了改寫歷史，「幻影貓」(Ellen Page飾) 幫助金鋼狼回到過去尋求年輕X教授、萬磁王和魔形女的幫助，試圖阻止巨型機器人的設計與製造。本片於2014年5月21日上映。

### 《死侍2》（2018年）
2015年9月，制片人西蒙·金伯利称《惡棍英雄：死侍》的续集电影正在发展。《惡棍英雄：死侍》上映后，20世纪福克斯已经同意开发续集，里斯和韦尼克将成为编剧，而米勒将成为导演。
2017年，隨著《羅根》電影上映，片商特別拍攝一支以《死侍》為主角的短片，調侃了金鋼狼一番，甚至還模仿DC世界觀的超人在電話亭換裝，而片中也巧妙植入《羅根》電影海報，漫威元老史丹·李也客串演出。台灣於3月10日起，與北美同步《羅根》片前彩蛋上映。本片於2018年5月18日上映。

### 《X戰警：黑凤凰》（2019年）
《X戰警：黑凤凰》是以暗黑鳳凰為主題的系列作。目前已可知在《天啟》中飾演「琴·葛雷的蘇菲·特納將會回歸演出。對此製片／編劇賽門金伯格透露：「電影名稱最後並不會是『超新星』，這只是代號，不過可以告訴你們的是，我們都認為當初《X戰警：最後戰役》中暗黑鳳凰的詮釋不夠完美。在那部電影的製作過程中我們犯了不少錯誤，讓暗黑鳳凰這樣規模龐大的漫畫章節，成為電影中的次要情節。所以我們想，如果下次我們要做火鳳凰的相關電影，就要將重心放在她的情感掙扎。」。2017年2月，Kinberg对自己的剧本进行前期交涉。一个月后，Kinberg表示，他曾与导演进行讨论，这部电影正在进行前期制作。《X戰警：黑凤凰》預計2018年11月2日上映。2018年3月，宣佈延期至2019年2月14日上映。2018年9月，宣佈再度延期至2019年6月7日上映。2019年3月，受迪士尼并购影响，该片改由华特迪士尼工作室电影负责发行。

### 《變種人》（2020年）
2015年5月，制片人约什·布恩被雇佣来编写《新变种人》的电影剧本。布恩将与Knate Gwaltney编写剧本，唐纳和金伯利进行制作。在10月，布恩已经完成电影剧本。據導演伯恩透露，「新變種人」將由多位少年變種人組成，他們接受的訓練與「X戰警」相似，成員將包括具有「心靈傳送」能力的女巫「密客」、 狼毒（Wolfsbane）、月星（Dani Moonstar）加農炮（Cannonball）、《X戰警：未來昔日》中出現過的黑子（Sunspot）和術士（Warlock）等。在選角方面，《權力的遊戲》中的「艾莉亞」扮演者–梅茜·威廉斯有望飾演「狼毒」一角。
2017年1月，詹姆斯·麥艾維確定加入《X戰警：新變種人》的演出。本片預計2017年5月開拍，預計2018年4月13日上映。但在2018年1月宣佈延期至2019年2月22日上映。同年3月再度延期至2019年8月9日上映。隨著福斯併入華特迪士尼旗下，迪士尼確認《變種人》將如期於戲院上映。2019年5月7日，迪士尼宣佈該片延期至2020年4月3日上映。2020年3月，由於受2019冠狀病毒病疫情影響，本片再度延期，之後於2020年5月13日宣布影片延期至8月28日上映。

### 《死侍與金鋼狼》（2024年）
因為多部漫威的英雄電影被2019冠狀病毒病疫情影響而中止拍攝，而原定的死侍3改名為死侍與金鋼狼，便不存在原定作為羅根前反而是人物較年長的矛盾。但劇情改為較深奧和富於後現代主義藝術風格。
這是一部後設和打破第四面牆的前衛作品，即劇中人物將與時間變異管理局(像徵漫威和迪士尼合作)虛擬的時空管理員衝突，也代表了原著角色和觀眾及創作人間的互動。多部被取消的電影部分角色，被流放到虛擬空間並將被消滅，而標題的兩位主角也不能倖免，最後同心合力在故事的現實世界，擊敗那些拒絕拍攝的壞想法。
並在2024年7月22日首映成功，並至首輪結束(2025年)收到全球票房超過十三億美元，打破了所有之前專為成年觀眾制作的電影的世界記錄。

## 被取消或擱置的電影

### 《金牌手》
在未來的電影中，由查尼·塔圖飾演。早於2014年，《X戰警：未來昔日》的監製蘿倫·雪勒·唐納在接受《帝國雜誌》採訪時，表示有興趣推出金牌手的獨立作。塔圖與MTV採訪時透露，他已與唐納進行會談。唐納在《X戰警：未來昔日》全球首映時證實塔圖將於《X戰警：天啟》和獨立電影中飾演的金牌手。2014年10月，塔圖透露，獨立電影正在開發中，並正在尋找編劇。他還暗示了二十世紀福斯將有可能會定在2018年7月18日上映。2014年10月，福斯宣布喬許·澤塔莫將提供腳本，而克里斯·克萊蒙特撰寫故事初稿，克萊蒙特也和賽門·金柏格、唐納和塔圖共同監製，此外常與塔圖合作的監製瑞德·卡羅林也會參與該電影。該片定於2016年10月7日上映。
塔圖曾表示，電影是一部角色的起源故事。據透露，班奈特·米勒、戴倫·艾洛諾夫斯基、加雷斯·埃文斯和J·C·陳多爾都推掉過執導本片的機會。2015年6月15日，《娛樂周刊》報導，魯伯特·瓦耶特被選中作為導演。後來，塔圖確認金牌手將不會在《X戰警：天啟》中現身。2015年7月21日，卡羅林表示，將於10月或11月左右在紐奧良開拍。2015年8月6日，據傳蕾貝卡·弗格森、蕾雅·瑟杜和艾比·麗皆為女主角貝拉·唐娜的競爭人選。8月18日，弗格森基於選擇《列車上的女孩》而放棄，最後由瑟杜取得貝拉一角。2015年9月16日，由於時間安排上的衝突，魯伯特·瓦耶特退出執導工作，使得電影製作被延後。2015年10月，道格·李曼、喬·柯尼許、沙恩·布萊克都為執導本片的競爭者。2015年11月12日，《好萊塢報導》，李曼已在進行最後會談，極有望成為導演。2016年8月，傳出李曼改執導《黑暗正義聯盟》的改編電影而離開《金牌手》。2016年12月，據傳聞，《刺激1995》的導演法蘭·達拉本特將為電影重新編劇並擔任導演。在2017年電視評論家協會上，蘿倫·雪勒·唐納證實，查尼·塔圖仍為金牌手的飾演者。2017年，塔圖在聖地亞哥國際動漫展上透露，《金牌手》仍繼續會製作。最終在2018年1月，確定上映日期為2019年6月7日。2018年9月，上映日期延期至2020年3月13日。2019年3月，由於迪士尼收購21世紀福斯，監製蘿倫·雪勒·唐納表示《金牌手》電影項目被擱置。2019年5月，迪士尼正式确认《牌皇》被取消。

### 《X特攻隊》
2013年7月，二十世纪福克斯聘请杰夫瓦德编写《X特攻队》的电影剧本，唐纳负责制作。二十世纪福克斯的漫威漫画改编电影创意顾问Mark Millar表示，影片的主角为五人。2019年5月，福克斯的新东家迪士尼宣布该片正式被取消。

### 《死侍3》
《死侍3》已在計劃中，並很有可能將死侍所屬的「X特攻隊」（X-Force）引入其中。但目前該計劃尚在最初階段，除了幾年前就敲定的《海扁王2》編劇傑夫·瓦德洛外，並沒有更多消息。2019年3月，隨著迪士尼併購漫威，X戰警電影宇宙被取消。
2019年12月，萊恩·雷諾斯宣佈《死侍3》已經在開發中，並由漫威影業代替20世紀福斯製作。2020年11月，漫威宣佈《開心漢堡店》編劇莫莉紐克絲姐妹將會參與進電影製作中。

## 電影時間軸
在二十世紀福克斯併入迪士尼之前，X戰警電影宇宙總共包含四個時間軸：原始時間軸和重啟時間軸，以及两條分叉時間軸。
自《死侍與金鋼狼》開始，漫威影業開始依照《洛基》將全部時間軸精簡成一條主時間軸（原始時間軸與重啓時間軸）和一條分叉時間軸。下述電影時間軸將以漫威電影宇宙的版本為準：

### 原始時間軸（Earth-10005）[69]
- 1845年：《X戰警：金鋼狼》幼年金鋼狼的能力覺醒。
- 1861年：《X戰警：金鋼狼》金鋼狼跟哥哥從軍中（南北戰爭）。
- 1917年：《X戰警：金鋼狼》金鋼狼跟哥哥從軍中（第一次世界大戰）。
- 1944年：《X戰警：第一戰》克勞·舒密特（賽巴斯汀·尚）殺死萬磁王的母親導致幼年萬磁王的能力覺醒、幼年X教授初遇魔形女
- 1945年：《X戰警：金鋼狼》金鋼狼跟哥哥從軍中（第二次世界大戰），金鋼狼在長崎原子彈爆炸中拯救一名日本軍官矢志田市朗
- 1962年：《X戰警：第一戰》青年萬磁王跟X教授尋找變種人（初遇金鋼狼）、中央情報局成立X部門（Division X）、古巴導彈危機

—— （分歧點/divergent point）
- 1973年：《X戰警：未來昔日》魔形女殺死崔斯克，迫使人類認可哨兵機器人計劃並實行計劃。魔形女其後被捕獲，體內能夠自由變形的變種基因被提取出以作為藍本。
- 1975年：《X戰警：金鋼狼》金鋼狼跟哥哥從軍中（越戰），兩人後來被史崔克少校勸說加入了特殊部隊X（Team X）。
- 1985年：《X戰警：金鋼狼》金鋼狼被史崔克少校植入亞德曼金屬，接著從X武器計畫中逃走；X教授拯救年輕的變種人。
- 2000年：《X戰警》金鋼狼加入X戰警。
- 2003年：《X戰警2》金鋼狼重遇史崔克上校。
- 2006年：《X戰警：最後戰役》金鋼狼忍痛殺死他的摯愛琴·葛雷。
- 2013年：《金鋼狼：武士之戰》金鋼狼重遇矢志田市朗。萬磁王跟X教授找到金鋼狼，並表示變種人的一個最大威脅即將來臨。
- 2023年：《X戰警：未來昔日》一個陰暗寂寥、寸草不生的未來，世界被拥有變種基因的哨兵機器人統治，金鋼狼進入意識傳輸中回到過去控制1973年的自己的軀體，令其在1973年的意識沉睡，其後成功與年輕X教授等人合力阻止魔形女，讓歷史被成功改寫，原始時間軸消失。[70]

### 重啟時間軸（Earth-TRN414 → Earth-10005）[71]
注：《X戰警：未來昔日》所發生的事情將整條從1973年開始的原始時間軸刪除，開始了一段新的時間軸，而魔形女嘗試暗殺崔斯克，但被X教授等人阻止前的所有歷史則與原始時間軸相同。
- 西元前3600年：《X戰警：天啟》天啟被掩埋
- 1845年：《X戰警：金鋼狼》幼年金鋼狼能力覺醒。
- 1861年：《X戰警：金鋼狼》金鋼狼跟哥哥從軍中（南北戰爭）
- 1917年：《X戰警：金鋼狼》金鋼狼跟哥哥從軍中（第一次世界大戰）
- 1944年：《X戰警：第一戰》克勞·舒密特（賽巴斯汀·尚）殺死萬磁王的母親導致幼年萬磁王的能力覺醒、幼年X教授初遇魔形女
- 1945年：《X戰警：金鋼狼》金鋼狼跟哥哥從軍中（第二次世界大戰），金鋼狼在長崎原子彈爆炸中拯救日本軍官矢志田市朗
- 1962年：《X戰警：第一戰》青年萬磁王跟X教授尋找變種人（初遇金鋼狼）、中央情報局成立X部門（Division X）、古巴導彈危機

——（分歧點/divergent point）
- 1973年：《X戰警：未來昔日》第一戰的10年後，魔形女放棄殺害崔斯克，哨兵計劃被廢除；1973年的金鋼狼的意識恢復，原始時間軸的意識沉睡。
- 1983年：《X戰警：天啟》未來昔日的10年後，天啟被喚醒；金鋼狼從X武器計畫中逃走。
- 1992年：《X戰警：黑鳳凰》天啟9年後，鳳凰之力降臨地球，琴·葛雷和鳳凰一同消失在爆炸之中。

——
- 2016年：《惡棍英雄：死侍》韋特·威爾森在他人迫害下毀容的同時意外取得變種能力，变成廢話特多、经常打破第四面墙的反英雄。
- 2017年：《新變種人》五名年輕的變種人逃離埃瑟克斯企業。[73]
- 2018年：《死侍2》死侍女友險些被死侍的仇人所殺。
- 2023年：《X戰警：未來昔日》加入X戰警後，於X學院任教歷史科的金鋼狼於原本時間軸裏的記憶在原本時間軸他回到過去的那一日甦醒，恢復「未來」意識後發現一切改變，世界一片安詳。
- 2024年：《死侍與金鋼狼》死侍從時間變異管理局（TVA）中其所在的宇宙將在5年後因金剛狼的死亡而分崩離析，死侍隨之利用TVA的時間機器開始在多元宇宙中尋找阻止宇宙被破壞的金剛狼，並在期間得知了一場足以毀滅整個X戰警電影宇宙和漫威電影宇宙的巨大陰謀。
- 2029年：《羅根》一個變種人瀕臨絕種的未來，過去25年來沒有誕生過任何變種後代。[74]

### 分岔時間軸（Earth-41633）[75]
- 2018年：《死侍2》死侍女友被死侍的仇人所殺，衍生出後續劇情。其後死侍使用時光錶回到過去並拯救女友，抹除此分岔時間軸。

## 票房表現
| 電影                 | 首映日期      | 首映日期      | 票房收入       | 票房收入       | 票房收入       | 票房排名 | 票房排名 | 參見   |
| 電影                 | 全球          | 北美          | 北美           | 各國           | 全球           | 北美     | 全球     | 參見   |
| 《X戰警》            | 2000年8月     | 2000年7月14日 | $157,299,717   | $138,950,336   | $296,250,053   | #226     | #310     | [ 76 ] |
| 《X戰警2》           | 2003年5月1日  | 2003年5月2日  | $214,949,694   | $192,607,919   | $407,557,613   | #118     | #171     | [ 77 ] |
| 《X戰警：最後戰役》  | 2006年5月25日 | 2006年5月26日 | $234,362,462   | $224,893,546   | $459,256,008   | #92      | #136     | [ 78 ] |
| 《X戰警：金鋼狼》    | 2009年5月1日  | 2009年5月1日  | $179,883,157   | $193,179,707   | $373,062,864   | #172     | #196     | [ 79 ] |
| 《X戰警：第一戰》    | 2011年6月2日  | 2011年6月3日  | $146,408,305   | $207,215,819   | $353,624,124   | #258     | #233     | [ 80 ] |
| 《金鋼狼：武士之戰》 | 2011年6月2日  | 2011年6月3日  | $132,556,852   | $282,271,394   | $414,828,246   | 449      | 271      | [ 81 ] |
| 《X战警：逆转未来》  | 2013年7月24日 | 2013年7月26日 | $233,921,534   | $514,200,000   | $748,121,534   | 111      | 63       | [ 82 ] |
| 《惡棍英雄：死侍》   | 2016年2月12日 | 2016年2月10日 | $363,070,709   | $420,042,270   | $783,112,979   | 46       | 89       | [ 83 ] |
| 《X戰警：天啟》      | 2016年5月18日 | 2016年5月27日 | $155,442,489   | $388,492,298   | $543,934,787   | 336      | 178      | [ 84 ] |
| 《盧根》             | 2017年3月1日  | 2017年3月3日  | $226,277,068   | $392,744,368   | $619,021,436   | 154      | 144      | [ 85 ] |
| 《死侍2》            | 2018年3月16日 | 2018年3月18日 | $324,591,735   | $460,455,185   | $785,046,920   | 64       | 87       | [ 86 ] |
| 《X戰警：黑鳳凰》    | 2019年6月7日  | 2019年6月7日  | $65,841,908    | $186,597,000   | $252,438,908   | 1,246    | 584      | [ 87 ] |
| 總票房               | 總票房        | 總票房        | $2,434,559,550 | $3,601,738,040 | $6,036,297,590 |          |          | [ 88 ] |

X戰警電影系列在北美創下的開映票房紀錄：
- 《X戰警》創下七月最高票房紀錄[89]，《X戰警2》和《X戰警：最後戰役》曾創下第四高週末票房紀錄。[90][91]
- 《X戰警：最後戰役》和《X戰警2》在超級英雄電影中，票房分別排名第十四名和第十六名，《X戰警》則排名第二十四名。[92]
- 《X戰警：最後戰役》、《X戰警2》、《X戰警：金鋼狼》和《X戰警》在驚奇漫畫改編電影中，票房分別排名第九名、第十名、第十二名和第十四名[93]，在所有漫畫改編的電影中，分別排名第十四名、第十五名、第二十二名和第二十六名。[94]

## 外部連結
- X戰警電影頁面 （页面存档备份，存于） 在驚奇漫畫
- X戰警三部曲比較 （页面存档备份，存于） 在Box Office Mojo
- X戰警電影網站
- AllMovie上《X戰警電影系列》的资料（英文）